# Liolaemus nigromaculatus
Espèce
Synonymes
- Tropidurus nigromaculatus Wiegmann, 1834
- Liolaemus conspersus Gravenhorst, 1838
- Liolaemus oxycephalus Gravenhorst, 1838
- Leiolaemus inconspicuus Gray, 1845
- Proctotretus pallidus Philippi, 1860
- Proctotretus bisignatus Philippi, 1860
- Liolaemus nigromaculatus bisignatus (Philippi, 1860)
- Liolaemus bisignatus (Philippi, 1860)
- Liolaemus nigromaculatus copiapensis Müller & Hellmich, 1933

Statut de conservation UICN

 LC  : Préoccupation mineure
Liolaemus nigromaculatus est une espèce de sauriens de la famille des Liolaemidae.

## Répartition
Cette espèce est endémique du Chili. Elle se rencontre de la région d'Atacama à la région de Valparaíso.

## Description
C'est un saurien ovipare.

## Publication originale
- Wiegmann, 1835 "1834" : Beiträge zur Zoologie gesammelt auf einer Reise um die Erde. Siebente Abhandlung. Amphibien. Nova Acta Physico-Medica, Academiae Caesarae Leopoldino-Carolinae, Halle, vol. 17, p. 185-268 (texte intégral).